# Enrico V di Carinzia
Enrico V di Carinzia (1050 circa – 4 dicembre 1122) fu duca di Carinzia e margravio di Verona dal 1090 alla morte oltre che margravio d'Istria dal 1077 al 1090 come Enrico I. Fu l'ultimo duca della dinastia degli Eppenstein.

## Biografia
Era il figlio del conte Markwart IV di Eppenstein († 1076) e di Liutbirg di Plainburg, fratello minore di Liutpoldo di Eppenstein, che fu investito del ducato carinziano dopo la deposizione da parte del re Enrico IV di Germania del duca Bertoldo della dinastia Zähringen nel 1077. Entrambi i fratelli erano stati fedeli alleati del re durante la feroce lotta per le investiture e durante l'umiliazione di Canossa. Quando i principi elessero Rodolfo di Rheinfelden come anti-re, gli Eppenstein assicurarono il passaggio sicuro di re Enrico in Germania. Un altro loro fratello era Ulrico di Eppenstein.
Nel 1077 o poco dopo, Enrico IV concesse la marca d'Istria e la marca di Carniola a Enrico di Eppenstein. Quando il duca Liutpoldo morì senza figli nel 1190, Enrico IV investì Enrico della Carinzia e della marca veronese ma trasferì la marca di Carniola al Patriarcato di Aquileia e la marca d'Istria a Poppo II di Carniola. Nel 1093/94 accolse il fuggitivo imperatore Enrico IV il quale poi si recò nella marca di Verona da cui partecipò al fallimentare assedio di Nogara. Il duca Enrico prestò servizio come Vogt (avvocato) del patriarcato sotto il proprio fratello, il patriarca Ulrico I.
Assieme al fratello Ulrico, appoggiò le pretese di Guelfo d'Este sull'eredità paterna contro i fratellastri Ugo e Folco. Sempre con il fratello, appoggiò il re Enrico V di Germania quando impose al padre Enrico IV di abdicare nel 1105. Nel corso dell'onnipresente lotta per le investiture combatté contro il principe-arcivescovo Corrado I di Salisburgo nel 1121.
Con la morte di Enrico nel 1122, la dinastia degli Eppenstein si estinse. Gli succedette come duca di Carinzia il figlioccio Enrico dalla nascente dinastia di Sponheim. Le sue terre allodiali invece passarono al margravio di Stiria Leopoldo, un membro della dinastia degli Ottocari.

## Matrimonio e figli
Sposò Sofia († 1154), figlia di Leopoldo II d'Austria, margravio della marca Orientale, e Ida di Formbach-Ratelnberg. Essi non ebbero figli.